# Deutsche Botschaft Beirut
Die Deutsche Botschaft Beirut ist die diplomatische Vertretung der Bundesrepublik Deutschland in der Libanesischen Republik.

## Lage und Gebäude
Die Botschaft befindet sich im nordöstlich der libanesischen Hauptstadt Beirut gelegenen Vorort Dekwaneh. Die Straßenadresse lautet: Regent Park Tower, Barbar Abou Jaoude Street; Dekwaneh, Libanon.
Das 4 km entfernte Außenministerium ist bei üblicher Verkehrslage in wenigen Minuten zu erreichen. Zum gut 10 km südwestlich an der Küste des Mittelmeers gelegenen Rafiq-Hariri-Flughafen ist eine Fahrtzeit von einer guten Viertelstunde anzusetzen.
Die Kanzlei der Botschaft ist in angemieteten Räumen des Bürogebäudes Regent Park Tower untergebracht. Nach der Explosionskatastrophe vom 4. August 2020, dem auch eine Mitarbeiterin der Botschaft zum Opfer fiel, musste die Arbeit zeitweise in bereits vorhandene Büroräume im 10 km nordöstlich gelegenen Ort Rabieh verlegt werden; am 1. September 2020 konnte der Betrieb in der eigentlichen Kanzlei wieder aufgenommen werden.

## Auftrag und Organisation
Die Deutsche Botschaft Beirut hat den Auftrag, die deutsch-libanesischen Beziehungen zu pflegen, die deutschen Interessen gegenüber der Regierung des Libanon zu vertreten und die Bundesregierung über Entwicklungen im Libanon zu unterrichten.
In der Botschaft werden die Sachgebiete Politik, Wirtschaft, Kultur und Bildung sowie humanitäre Hilfe und Entwicklungszusammenarbeit bearbeitet. Die deutsche Unterstützung im Rahmen der Entwicklungszusammenarbeit betrug 2017 rund 215 Mio. Euro. Schwerpunkte sind die Sektoren Bildung, Wasser/Abwasser und nachhaltige Wirtschaftsentwicklung.
An der Botschaft besteht eine Regionalarztstelle, die mit einem entsandten Arzt des Auswärtigen Amts besetzt ist. Dieser ist als Regionalarzt für den gesamten Nahen Osten und für Nordafrika (MENA Region) zuständig. Seine Aufgaben sind die „arbeitsmedizinische Betreuung und Gesundheitsfürsorge für das Personal der Botschaften, die Auswertung epidemiologischer Daten der Region, die Evaluierung der medizinischen Versorgungsmöglichkeiten an den Dienstorten und die medizinische Beratung und Hilfestellung im Notfall“.
Das Referat für Rechts- und Konsularaufgaben der Botschaft bietet Dienstleistungen für im Libanon ansässige deutsche Staatsangehörige. Es hat in diesem Bereich Aufgaben der geschlossenen Botschaft Damaskus (Syrien) übernommen. Die Visastelle des Referats soll Visa für libanesische und syrische Staatsangehörige ausstellen und andere Aufgabe im Rahmen des Ausländerrechts erledigen. Die Botschaft sieht sich in diesem Bereich nachhaltiger öffentlicher Kritik ausgesetzt, da ausgesprochen lange Wartezeiten für Terminvergaben und Antragsbearbeitung beklagt werden.

## Geschichte
Das Deutsche Reich unterhielt von 1882 bis in den Ersten Weltkrieg hinein ein Konsulat in Beirut. Nach Wiederbelebung der Beziehungen 1927 wurde der Libanon bis zum Abbruch der Beziehungen 1939 von der Vertretung in Damaskus (Syrien) mit wahrgenommen.
Die libanesische Republik erlangte am 22. November 1943 die Unabhängigkeit von Frankreich. Die Bundesrepublik Deutschland eröffnete am 20. Mai 1953 eine Gesandtschaft in Beirut, die am 2. Oktober 1958 in eine Botschaft umgewandelt wurde. Am 14. Mai 1965 wurden die diplomatischen Beziehungen abgebrochen und am 30. März 1972 kam es zur Wiedereröffnung der Botschaft.
Seit 1955 unterhielt die DDR eine offizielle Handelsvertretung unter Leitung eines Handelsrats in Beirut. Am 24. Dezember 1972 kam es zur Aufnahme diplomatischer Beziehungen. Von 1973 bis zu dem Beitritt der DDR zur Bundesrepublik Deutschland 1990 waren Botschafter ausgetauscht.
Am 16. August 1985 wurde ein Anschlag auf den deutschen Botschafter ausgeübt, den er überlebte. Sein Fahrer, Souhair Daou, der seit dem 15. Oktober 1982 für den Botschafter arbeitete, kam bei dem Anschlag ums Leben. Das Auswärtige Amt in Berlin erinnert durch eine Gedenkwand im Haus am Werderschen Markt an jene Angehörigen des Auswärtigen Dienstes, die in Ausübung ihres Dienstes ums Leben kamen; somit auch an Souhair Daou.